# Championnats du monde de cross-country 2017
Navigation
Édition précédente Édition suivante
Les 42es championnats du monde de cross-country ont eu lieu le 26 mars 2017 à Kampala, en Ouganda. La ville-hôte a été choisie en novembre 2014. Manama, à Bahreïn, était l'autre candidate.

## Parcours
Les distances parcourues sont 10 km pour la course senior masculine et féminine, 8 km pour la course junior masculine, et 6 km pour la course junior féminine.

## Programme
Tous les horaires correspondent à l'UTC+3
| Date                | Horaire                                 | Course                                                                   |
| ------------------- | --------------------------------------- | ------------------------------------------------------------------------ |
| Samedi 26 mars 2017 | 14 h 00 14 h 30 15 h 10 15 h 55 16 h 55 | Relais mixte Juniors femmes Juniors hommes Seniors femmes Seniors hommes |

## Résultats

### Seniors

#### Hommes
| Place | Athlète                   | Pays     | Temps       |
| ----- | ------------------------- | -------- | ----------- |
|       | Geoffrey Kamworor         | Kenya    | 28 min 24 s |
|       | Leonard Barsoton          | Kenya    | 28 min 36 s |
|       | Abadi Hadis               | Éthiopie | 28 min 43 s |
| 4     | Jemal Yimer               | Éthiopie | 28 min 46 s |
| 5     | Aron Kifle                | Érythrée | 28 min 49 s |
| 6     | Muktar Edris              | Éthiopie | 28 min 56 s |
| 7     | Vincent Kipsang Rono      | Kenya    | 29 min 0 s  |
| 8     | Ibrahim Jeilan            | Éthiopie | 29 min 7 s  |
| 9     | Timothy Toroitich         | Ouganda  | 29 min 10 s |
| 10    | Bonsa Dida                | Éthiopie | 29 min 10 s |
| 11    | Samuel Kiprono Chelanga   | USA      | 29:13       |
| 12    | Leonard Patrick Komon     | KEN      | 29:16       |
| 13    | Patrick Tiernan           | AUS      | 29:19       |
| 14    | Onesphore Nzikwinkunda    | BDI      | 29:21       |
| 15    | Nicholas Mboroto Kosimbei | KEN      | 29:23       |
| 16    | Abdallah Kibet Mande      | UGA      | 29:25       |
| 17    | Stephen Kiprotich         | UGA      | 29:27       |
| 18    | Getaneh Molla             | ETH      | 29:34       |
| 19    | Afewerki Berhane          | ERI      | 29:35       |
| 20    | Leonard Essau Korir       | USA      | 29:36       |
| 70    | Freddy Guimard            | FRA      | 31:45       |

| Place | Équipes                                                                           | Points |
| ----- | --------------------------------------------------------------------------------- | ------ |
|       | Éthiopie Abadi Hadis Jemal Yimer Muktar Edris Ibrahim Jeilan                      | 21     |
|       | Kenya Geoffrey Kamworor Leonard Barsoton Vincent Kipsang Leonard Komon            | 22     |
|       | Ouganda Timothy Toroitich Abdallah Kibet Mande Stephen Kiprotich Joshua Cheptegei | 72     |
| 4     | Érythrée                                                                          | 75     |
| 5     | États-Unis                                                                        | 78     |

#### Femmes
| Place | Athlète                      | Pays     | Temps       |
| ----- | ---------------------------- | -------- | ----------- |
|       | Irene Cheptai                | Kenya    | 31 min 57 s |
|       | Alice Aprot                  | Kenya    | 32 min 1 s  |
|       | Lilian Kasait Rengeruk       | Kenya    | 32 min 11 s |
| 4     | Hyvin Jepkemoi               | Kenya    | 32 min 32 s |
| 5     | Agnes Tirop                  | Kenya    | 32 min 32 s |
| 6     | Faith Kipyegon               | Kenya    | 32 min 49 s |
| 7     | Ruth Jebet                   | Bahreïn  | 32 min 49 s |
| 8     | Belaynesh Oljira             | Éthiopie | 32 min 53 s |
| 9     | Rose Chelimo                 | Bahreïn  | 33 min 1 s  |
| 10    | Senbere Teferi               | Éthiopie | 33 min 12 s |
| 11    | Eunice Chebichii Chumba      | BHR      | 33:26       |
| 12    | Mercyline Chelangat          | UGA      | 33:29       |
| 13    | Gebeyanesh Ayele             | ETH      | 33:31       |
| 14    | Sentayehu Lewetegn           | ETH      | 33:33       |
| 15    | Aliphine Chepkerker Tuliamuk | USA      | 33:43       |
| 16    | Failuna Abdi Matanga         | TAN      | 33:48       |
| 17    | Rachael Zena Chebet          | UGA      | 33:58       |
| 18    | Stella Chesang               | UGA      | 34:27       |
| 19    | Cavaline Nahimana            | BDI      | 34:35       |
| 20    | Trihas Gebre                 | ESP      | 34:37       |

| Place | Équipes                                                                      | Points |
| ----- | ---------------------------------------------------------------------------- | ------ |
|       | Kenya Irene Cheptai Alice Nawowuna Lilian Rengeruk Hyvin Jepkemoi            | 10     |
|       | Éthiopie Beleynesh Oljira Senbere Teferi Gebeyanesh Ayele Sentayehu Lewetegn | 45     |
|       | Bahreïn Ruth Jebet Rose Chelimo Eunice Chumba Desi Mokonin                   | 58     |
| 4     | Ouganda                                                                      | 65     |
| 5     | États-Unis                                                                   | 119    |

#### Relais mixte
L'ordre du relais n'est pas imposé par l'organisateur. Il s'agit du premier relais de l'histoire de la compétition.
| Rang | Pays                                                                  | Temps       |
| ---- | --------------------------------------------------------------------- | ----------- |
|      | Kenya Asbel Kiprop, Winfred Mbithe, Bernard Koros, Beatrice Chepkoech | 22 min 22 s |
|      | Éthiopie Welde Tufa, Bone Cheluke, Yomif Kejelcha, Genzebe Dibaba     | 22 min 30 s |
|      | Turquie Aras Kaya, Meryem Akda, Ali Kaya, Yasemin Can                 | 22 min 37 s |

### Juniors

#### Hommes
| Place | Athlète                | Pays     | Temps       |
| ----- | ---------------------- | -------- | ----------- |
|       | Jacob Kiplimo          | Ouganda  | 22 min 40 s |
|       | Amdework Walelegn      | Éthiopie | 22 min 43 s |
|       | Richard Yator Kimunyan | Kenya    | 22 min 52 s |
| 4     | Betesfa Getahun        | Éthiopie | 22 min 58 s |
| 5     | Selemon Barega         | Éthiopie | 23 min 3 s  |

| Place | Équipes  | Points |
| ----- | -------- | ------ |
|       | Éthiopie | 17     |
|       | Kenya    | 28     |
|       | Érythrée | 55     |
| 4     | Ouganda  | 56     |
| 5     | Maroc    | 113    |

#### Femmes
| Place | Athlète                     | Pays     | Temps       |
| ----- | --------------------------- | -------- | ----------- |
|       | Letesenbet Gidey            | Éthiopie | 18 min 34 s |
|       | Hawi Feysa                  | Éthiopie | 18 min 57 s |
|       | Celliphine Chepteek Chespol | Kenya    | 19 min 2 s  |
| 4     | Sheila Chelangat            | Kenya    | 19 min 12 s |
| 5     | Hellen Ekalale Lobun        | Kenya    | 19 min 16 s |

| Place | Équipes  | Points |
| ----- | -------- | ------ |
|       | Éthiopie | 19     |
|       | Kenya    | 20     |
|       | Ouganda  | 63     |
| 4     | Japon    | 73     |
| 5     | Érythrée | 134    |

## Tableau des médailles
| Rang  | Nation   | Or | Argent | Bronze | Total |
| ----- | -------- | -- | ------ | ------ | ----- |
| 1     | Kenya    | 4  | 5      | 3      | 12    |
| 2     | Éthiopie | 4  | 4      | 1      | 9     |
| 3     | Ouganda  | 1  | 0      | 2      | 3     |
| 4=    | Bahreïn  | 0  | 0      | 1      | 1     |
| 4=    | Érythrée | 0  | 0      | 1      | 1     |
| 4=    | Turquie  | 0  | 0      | 1      | 1     |
| Total | Total    | 9  | 9      | 9      | 27    |

- Note: Le total inclut les épreuves individuelles et par équipe. Les médailles par équipe comptant comme une médaille.